# Ordinariato militare

Sfondo dello stemma da cappellano militare.

Stemma dell'ordinariato militare per l'Italia.

L'ordinariato militare (o ordinariato castrense) è una circoscrizione personale della Chiesa cattolica, non organizzata su base territoriale ma funzionale, che ha come compito di fornire assistenza spirituale ai fedeli cattolici presenti nelle forze armate.

## Storia
L'esigenza di provvedere all'assistenza spirituale dei militari cristiani ha antiche origini. È infatti documentata la presenza di sacerdoti e diaconi negli accampamenti fin dall'epoca dell'imperatore Costantino I. A partire dall'epoca di Carlo Magno (VII-VIII secolo) divenne usuale la presenza di sacerdoti al fianco dei combattenti. Al vertice del corpo di sacerdoti e diaconi vi era un cappellano maggiore (o vicario castrense, da castrum). Inizialmente dipendenti dal vescovo locale, con il passare dei secoli i cappellani militari divennero sempre più autonomi (in Spagna dal 1571, in Austria dal 1720, in Piemonte nel 1733).
Il primo documento della Santa Sede relativo alla presenza di sacerdoti nelle forze armate è considerato il breve Cum sicut maiestatis di papa Innocenzo X del 26 settembre 1645. Tuttavia i pontefici intervennero solo per regolamentare una situazione già esistente o per conferire una giurisdizione speciale in casi particolari.
Solo a partire dal XX secolo fu introdotta una normativa specifica per costituire un ufficio ecclesiastico stabile per l'assistenza pastorale dei militari. Data fondamentale è il 3 maggio 1910, giorno in cui papa Pio X istituì il primo vicariato castrense, quello del Cile. Nei decenni successivi sorgeranno altri vicariati: Polonia (1919), Italia (1925), Germania (1935), Perù (1943), Colombia (1949), Spagna (1950), Brasile (1950), Filippine (1950) e Canada (1951).
Il 23 aprile 1951 papa Pio XII, tramite la Congregazione Concistoriale, pubblicò l'istruzione Solemne semper, che costituisce il primo regolamento generale dei vicariati castrensi. In base a questa normativa sono eretti altri 14 vicariati castrensi in Argentina, Australia, Austria, Belgio, Bolivia, Ecuador, El Salvador, Paesi Bassi, Paraguay, Portogallo, Repubblica Dominicana, Stati Uniti d'America, Sud Africa e Uganda.
Il 21 aprile 1986 papa Giovanni Paolo II, con la Costituzione Apostolica Spirituali militum curae, ha elevato le organizzazioni castrensi a peculiari circoscrizioni ecclesiastiche, assimilate a diocesi, con statuti propri.
Per disposizione di Giovanni Paolo II del 15 novembre 1997, agli ordinari militari non è più assegnata, al momento della nomina, una sede titolare, come avveniva in precedenza, ma il titolo di "arcivescovo militare per... (Paese in cui è nominato)".

## Struttura e funzionamento
Le funzioni degli ordinariati militari furono regolamentate da Papa Giovanni Paolo II con la costituzione apostolica Spirituali militum curae (La cura spirituale dei soldati), pubblicata il 21 aprile 1986.
Nel suo primo articolo si afferma che essi sono equiparati alle diocesi; quindi ogni statuizione prevista nei documenti magisteriali per la regolamentazione delle diocesi deve essere estesa, con gli opportuni adattamenti, anche agli ordinariati militari.
La Spirituali militum curae prevede che ogni ordinariato militare abbia un proprio statuto, che costituisce parte normativa integrante quella della Spirituali militum curae.
Gli adattamenti sono dovuti al fatto che le diocesi sono definite esclusivamente dal loro territorio, per cui comprendono tutti i fedeli cattolici che dimorano in tale territorio; gli ordinariati militari invece comprendono solo i militari cattolici che dimorano nel loro territorio. L'ordinariato militare è guidato da un vescovo (ordinario militare), che ha giurisdizione ecclesiastica sui cappellani militari, su tutti i militari di religione cattolica ed i loro parenti conviventi, sul personale di servizio.
Questa particolare istituzione è stata ritenuta necessaria nell'ambito della Chiesa dalla considerazione che i militari e quanti abitano con loro conducono una vita impegnativa, nella quale il normale ricorso ai sacramenti e alla vita ecclesiale sarebbe ostacolato. A seconda dei Paesi, il clero può essere proprio dell'ordinariato (attraverso la loro incardinazione) o appartenere ad altre diocesi o ad un ordine religioso.

In alcuni Paesi il vescovo e i sacerdoti vengono arruolati a tutti gli effetti nelle forze armate e hanno gradi da ufficiale.
La nomina dell'ordinario spetta al Papa ma solitamente deve essere ratificata dal governo del Paese.

## Nel mondo

### Americhe
- Argentina
- Bolivia
- Brasile
- Canada
- Cile
- Colombia
- Ecuador
- El Salvador
- Paraguay
- Perù
- Repubblica Dominicana
- Stati Uniti d'America
- Venezuela

### Africa
- Kenya
- Sudafrica
- Uganda

### Asia
- Corea del Sud
- Indonesia
- Filippine

### Europa
- Austria
- Belgio
- Bosnia ed Erzegovina
- Croazia
- Francia
- Germania
- Gran Bretagna
- Italia
- Lituania
- Paesi Bassi
- Polonia
- Portogallo
- Slovacchia
- Spagna
- Ungheria

### Oceania
- Australia
- Nuova Zelanda